# La Serra (Peramea)
La Serra és una serra del terme municipal de Baix Pallars, a la comarca del Pallars Sobirà, dins de l'antic terme de Montcortès de Pallars.
S'estén de nord-oest a sud-est, al nord-oest de la vila de Peramea, a migdia del poble de Balestui i a l'est del de Bretui, entre la vall del Riu d'Ancs (nord) i la Llau de la Serra (sud). Al seu extrem nord-oest hi ha la Foradada del Tat, on enllaça amb la Serra del Peret.